# Desmosoma dolosus
Desmosoma dolosus là một loài chân đều trong họ Desmosomatidae. Loài này được Menzies & George miêu tả khoa học năm 1972.